# Arkansas megye
Arkansa megye az Amerikai Egyesült Államokban, azon belül Arkansas államban található. Megyeszékhelyei Stuttgart (északi kerület) és De Witt (déli kerület). Lakosainak száma 17 149 fő (2020. április 1.). Arkansas megye Lonoke, Prairie, Monroe, Phillips, Desha, Lincoln és Jefferson megyékkel határos.

## Földrajz

### Szomszédos megyék
- Lonoke megye (északnyugat)
- Prairie megye (észak)
- Monroe megye (északkelet)
- Phillips megye (kelet)
- Desha megye (dél)
- Lincoln megye (délnyugat)
- Jefferson megye (nyugat)

### Védett területek
- Arkansas Post National Memorial
- White River National Wildlife Refuge

## Demográfia

Korpiramis Arkansas megyében

## Közlekedés

### Főbb utak
- US Route 79
- US Route 165
- State Route 1
- State Route 11
- State Route 17
- State Route 33

### Repülőtér
Almyra Municipal Airport

## Városok
| - Almyra - De Witt | - Gillett - Humphrey | - St. Charles - Stuttgart |

## Népesség
A település népességének változása:
| Lakosok száma | 19 012 | 18 890 | 18 970 | 18 777 | 18 433 | 17 149 |
|               | 2010   | 2011   | 2012   | 2013   | 2015   | 2020   |

## Fordítás
- Ez a szócikk részben vagy egészben  az   Arkansas County, Arkansas című angol Wikipédia-szócikk fordításán alapul.  Az eredeti cikk szerkesztőit annak laptörténete sorolja fel. Ez a jelzés csupán a megfogalmazás eredetét és a szerzői jogokat jelzi, nem szolgál a cikkben szereplő információk forrásmegjelöléseként.